# Чельцов-Бебутов, Михаил Александрович
Михаил Александрович Чельцов-Бебутов (1890—1973) — советский украинский учёный-правовед, доктор юридических наук (1942), профессор (1926).
Сфера его научных интересов — проблемы истории права, уголовного процесса и уголовного права. Он был автором 25 научных работ, опубликованных отдельными изданиями, в их числе учебников, а также свыше 100 научных журнальных статей.

## Биография
Родился 1 апреля 1890 года в Тифлисе, Российская империя, в семье Александра Михайловича Бебутова, русского генерала, и Евгении Валерьяновны Чельцовой, русской дворянки. Принадлежал к старинному княжескому грузинскому роду, имеющего армянские корни. Род Бебутовых получил княжеский титул в 1783 году по указу грузинского царя Ираклия II.
В 1907 году окончил кадетский корпус в Тифлисе. В 1914 году с золотой медалью окончил юридический факультет Киевского университета (ныне Киевский национальный университет имени Тараса Шевченко), а затем и аспирантуру при нём. В январе 1915 года был зачислен младшим кандидатом на судебные должности при Киевском окружном суде, а с апреля этого же года — при Киевской судебной палате. Одновременно с мая 1915 года Михаил Александрович был профессорским стипендиатом Киевского университета (кафедра уголовного права и процесса). В судебной палате проработал до её закрытия в декабре 1918 года: был временно исполняющим обязанности помощника секретаря уголовного департамента, старшим кандидатом на судебные должности, исполняющим обязанности секретаря и секретарем уголовного департамента (с ноября 1917 года).
После Октябрьской революции, в связи с враждебным отношением государства к представителям аристократических фамилий, Михаил Александрович Бебутов взял фамилию матери и с тех пор был известен под фамилией Чельцов. В феврале 1919 года добровольно вступил в ряды РККА, где прослужил до февраля 1920 года. Затем демобилизовался и работал на различных должностях в ряде учреждений и организаций в том числе судебных. Затем стал преподавателем юридического факультета Киевского института народного хозяйства (КИНХ, ныне Киевский национальный экономический университет имени Вадима Гетьмана). В 1926 году ему было присвоено звание профессора. В 1930 году Чельцов переехал в Москву, где с 1934 по 1937 годы работает в Прокуратуре СССР под началом заместителя, а затем — Прокурора СССР А. Я. Вышинского. При этом совмещал практическую деятельность с преподаванием в Московском юридическом институте (МЮИ, в июле 1954 года был влит в юридический факультет Московского государственного университета). В начале 1940 читал цикл лекций на юридическом факультете Львовского университета (ныне Львовский национальный университет имени Ивана Франко). В 1941 году защитил докторскую диссертацию «Положение личности в уголовном процессе».
В годы Великой Отечественной войны М. А. Чельцов-Бебутов преподавал в I государственном юридическом институте в Алма-Ате. Вернувшись из эвакуации, с 1943 года, снова работал в Московском юридическом институте и во Всесоюзном юридическом заочном институте (ВЮЗИ, ныне Московский государственный юридический университет). Вскоре после окончания войны учёный ослеп, но продолжал свою научную деятельность. По заданию Министерства высшего образования СССР работал над фундаментальным курсом Советского уголовного процесса, успев опубликовать лишь первый его том. Написал ряд других крупных работ по советскому уголовному процессу, в том числе монографию «Проведение экспертизы в советском уголовном процессе» (1954), ставшие настольными книгами для юристов. Также принимал участие в написании научно-практических комментариев к Уголовному и Уголовно-процессуальному кодексу СССР и в подготовке проекта Основ уголовного судопроизводства Союза ССР и союзных республик (в 1958 году). Учебник Михаила Александровича Чельцова-Бебутова «Советский уголовный процесс» был переведен на разные языки и издан в Болгарии (1954), Венгрии (1954), Румынии (1954), Китайской Народной Республике (1955), Польше (1955), Германской Демократической Республике (1958).
Умер 2 февраля 1973 года в Москве.
Был награждён орденом «Знак Почета» и медалями.

### Семья
М. А. Чельцов-Бебутов был трижды женат. У него было двое детей: от первого брака — Ия Михайловна Леванидова (1914—2005), ставшая выдающимся учёным гидробиологом; от второго брака — Александр Михайлович Чельцов-Бебутов (1922—1976), крупный советский учёный-орнитолог. Третья его жена — Нина Владимировна Пикулик, которая стала надёжной помощницей когда он ослеп.